# My Brother Talks to Horses
My Brother Talks to Horses is een Amerikaanse filmkomedie uit 1947 onder regie van Fred Zinnemann.

## Verhaal
Een jongetje beschikt over een wel erg bijzonder talent. Hij kan praten met renpaarden. Zo komt hij in de handen terecht van een stel gewetenloze gokkers.

## Rolverdeling
| Acteur          | Personage                 |
| --------------- | ------------------------- |
| Jackie Jenkins  | Lewie Penrose             |
| Peter Lawford   | John S. Penrose           |
| Beverly Tyler   | Martha Sterling           |
| Edward Arnold   | Mijnheer Bledsoe          |
| Charles Ruggles | Richard Pennington Roeder |
| Spring Byington | Ma Penrose                |
| O.Z. Whitehead  | Mijnheer Puddy            |
| Paul Langton    | Mijnheer Gillespie        |
| Ernest Whitman  | Mijnheer Mordecai         |
| Irving Bacon    | Mijnheer Piper            |
| Lilian Yarbo    | Psyche                    |
| Howard Freeman  | Hector Damson             |
| Harry Hayden    | Mijnheer Gibley           |